# Felix Gmelin
Felix Gmelin, född 1963 i Heidelberg i Tyskland, bor och verkar i Stockholm och Berlin är yrkesverksam målare.
Han är bland annat känd för Konstvandaler och en av få svenska konstnärer som bjudits in att delta i Venedigbiennalen två gånger, 2007 och 2003, där han visade videoverket "Färgtest, den röda fanan II, 2002", som bygger på den tyske filmaren Gerd Conradts Farbtest - Die Rote Fahne från 1968, och som även ingick i Moderna museets stora "Modernautställningen 2006". 
Gmelin fick sin konstnärliga utbildning vid Kungliga Konsthögskolan, Stockholm, 1983-1988. Gmelin är representerad vid bland annat Göteborgs konstmuseum och Moderna museet.